# Curie (P67)
El Curie (nº de gallardet : P67) era un submarí classe U (3r grup) de construcció britànica que va servir les Forces Navals de la França Lliure durant la Segona Guerra Mundial. Originalment assignada com a HMS Vox (P67) per la Royal Navy, va ser transferit a les forces franceses el 1943. Quan el submarí va ser retornat a la Royal Navy el 1946 va recuperar el seu primer nom.

## Carrera
El submarí va ser construït l'any 1943 per Vickers-Armstrongs a les seves drassanes de Barrow-in-Furness, com quasi totes les naus de la mateixa classe. Essent completat el 23 de gener de 1943 la nau va esperar a les drassanes fins al dia de la seva posada en servei.
El 2 de maig del 1943 en la cerimònia de posada en servei a Barrow la nau va ser assignada per oficials de la Royal Navy amb el nom HMS Vox (P67). Moments després la titularitat de la nau va ser lliurada als oficials de les Forces Navals de la França Lliure presents a l'acte; entre els assistents s'hi trobava el general Charles de Gaulle. La nau va onejar la Creu de Lorraine com a insígnia, i va ser rebatejada com a Curie (P67). Es va escollir el nom en honor al submarí homònim que va servir les forces franceses a la Primera Guerra Mundial, i es va optar per mantenir el número de gallardet original en respecte a la Royal Navy.
Després d'un període d'entrenament (sofrint danys menors el 21 de maig de 1943), el Curie va iniciar la seva primera patrulla de guerra a la costa noruega entre el juny i el juliol de 1943. Fins al 3 d'agost de 1943, moment en què les forces navals franceses lliures es van fusionar amb les del nord d'Àfrica francès, el submarí havia estat patrullant durant seixanta dies i 192 hores submergit.
La nit del 21 de juny de 1944 va bombardejar les construccions de bateries costaneres a Portvendres a la costa mediterrània, aconseguint colpejar-les amb èxit diversos cops. Setmanes més tard juntament amb una flotilla britànica al Dodecanès, va enfonsar un vaixell de càrrega el 3 d'agost. El 2 d'octubre a la mateixa zona va enfonsar els vaixells mercants Zar Ferdinand i Brunhild (l'antic vaixell cisterna francès Bacchus).
El 1945 el Curie es va traslladar de Plymouth a Brest, i posteriorment a Lorient, on es va quedar fins al març de 1946 per rebre reparacions. Més tard va ser estacionat a Casablanca, on es va quedar fins al 1946. Va ser el juliol d'aquell mateix any que en compliment de l'acord original de préstec amb el Regne Unit els oficials francesos van retornar la nau a la Royal Navy, on va recuperar el seu nom original, HMS Vox (P67).
Va servir la Royal Navy durant quatre anys en tasques de patrullatge. Finalment, el 2 de maig de 1949 la nau va viatjar fins Milford Haven per ser desballestada.

## Insígnia
La insígnia de l'HMS Vox és una banya o cornucòpia coronada per un trident. La del Curie tenia un patró similar. Mostrava un cap de cérvol i la inscripció "Pola 1914", que recorda els fets de la Primera Guerra Mundial on es va perdre el primer Curie. La mascota del vaixell era un terrier anomenat Radium.